# 경상북도산림자원개발원
경상북도산림자원개발원(慶尙北道山林資源硏究所)는 도내 산림자원의 연구·개발 및 이용촉진과 야생동물의 증식·보호를 위하여 설치된 경상북도청 소속기관이다. 경상북도 안동시 도산면 퇴계로 2189에 위치하고 있다.

## 같이 보기
- 경상북도청